# 3094 Chukokkala
3094 Chukokkala је астероид главног астероидног појаса са пречником од приближно 22,47 .
Афел астероида је на удаљености од 2,838 астрономских јединица (АЈ) од Сунца, а перихел на 2,455 АЈ.
Ексцентрицитет орбите износи 0,072, инклинација (нагиб) орбите у односу на раван еклиптике 14,584 степени, а орбитални период износи 1573,003 дана (4,306 године).
Апсолутна магнитуда астероида је 12,00 а геометријски албедо 0,055.
Астероид је откривен 23. марта 1979. године.